# Красновка (река, впадает в Бородинское озеро)
Красновка — река в России, протекает по Выборгскому району Ленинградской области. Длина реки составляет 15 км. Вытекает из Двойного озера, протекает через Капитоновское озеро, впадает в Бородинское озеро. Относится к бассейну Вуоксы. На реке нет населённых пунктов, но её пересекает по мосту автодорога Лесогорский — Зайцево.

## Данные водного реестра
По данным государственного водного реестра России относится к Балтийскому бассейновому округу, водохозяйственный участок реки — Водные объекты бассейна оз. Ладожское без рек Волхов, Свирь и Сясь, речной подбассейн реки — Нева и реки бассейна Ладожского озера (без подбассейна Свирь и Волхов, российская часть бассейнов). Относится к речному бассейну реки Нева (включая бассейны рек Онежского и Ладожского озера).
Код объекта в государственном водном реестре — 01040300212102000009263.